# Håkons Hall

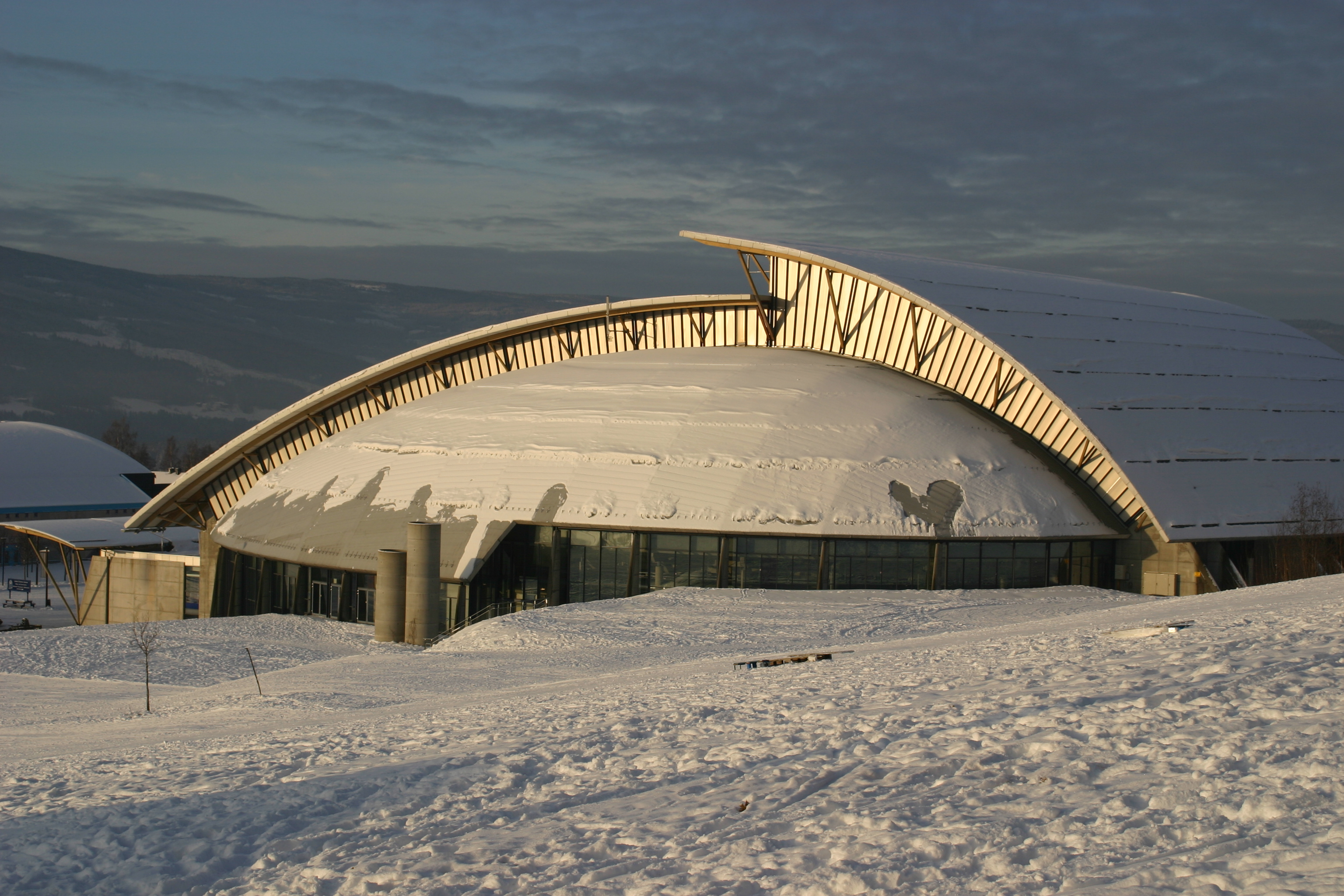
Håkons Hall

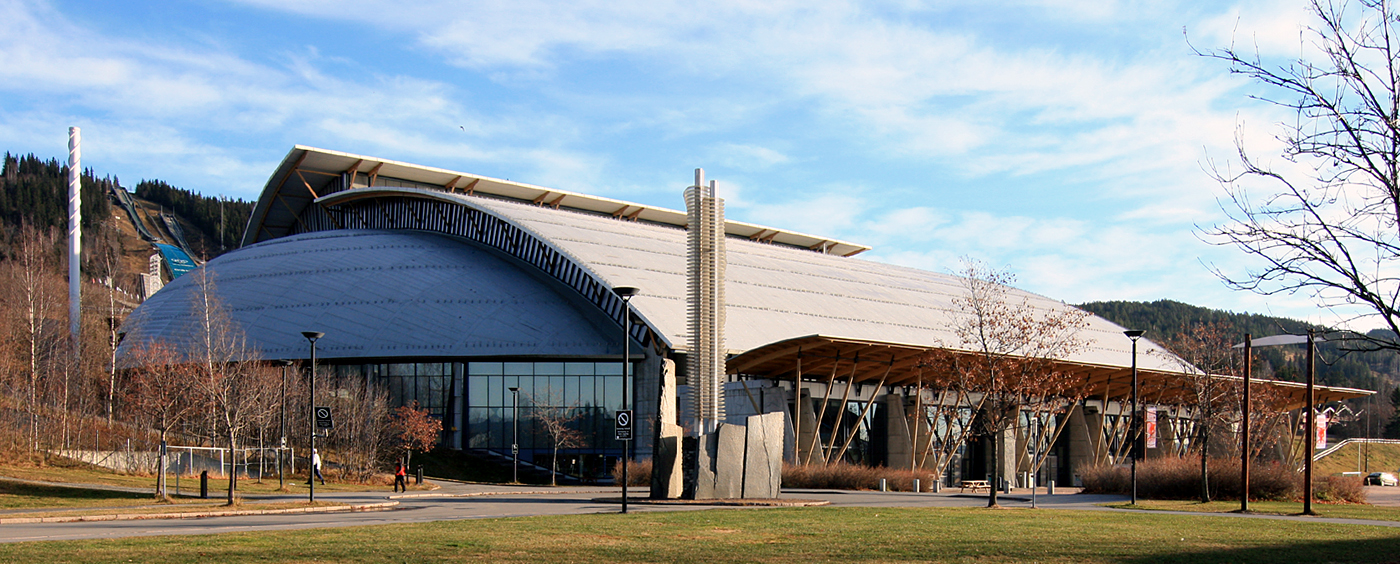

Håkons Hall är en sporthall i Lillehammer i Norge. Hallen byggdes inför Olympiska vinterspelen 1994, och var där den större av de två anläggningar där ishockey spelades. Det var här Sverige den 27 februari 1994 vann OS-guld efter finalseger mot Kanada. Hallen tar 11 500 åskådare under ishockeymatcher. Förutom OS-ishockey 1994 har även VM i ishockey 1999, Dam-VM i handboll 1999 och EM i handboll för herrar 2008 arrangerats i hallen.
När det inte är något mästerskap som arrangeras i hallen används den som ett sportcenter med två handbollsbanor, sex volleybollbanor eller badmintonbanor, två squashbanor och en stor klättervägg.
Norges Olympiske Museum ligger också i Håkons Hall.
I hallen anordnades även Junior Eurovision Song Contest 2004, där melodin 'Antes Muerta Que Sencilla' av María Isabel vann för Spanien.